# La Littérature et le Mal
La Littérature et le Mal est un essai de Georges Bataille publié en 1957.

## Présentation
À travers cet essai, Georges Bataille, se fondant sur la thèse selon laquelle le Mal et la littérature sont fondamentalement inséparables, étudie huit auteurs célèbres (Emily Brontë, Baudelaire, Jean Genet...) dont il considère que les récits sont empreints du Mal et d'une culpabilité certaine. Il cherche à démontrer ainsi que la littérature, qui a pour rôle d’ébranler le lecteur et d’illustrer la prédisposition de l’homme pour le Mal, ne saurait atteindre son but si les écrivains s'éloignaient du Mal[réf. souhaitée].

## Auteurs analysés
L'ouvrage est divisé en huit chapitres, préalablement publiés sous forme d'articles dans la revue Critique, consacrés à huit auteurs différents :
- Emily Brontë
- Charles Baudelaire
- Jules Michelet
- William Blake
- Sade
- Marcel Proust
- Franz Kafka
- Jean Genet

## Citations
- « La littérature est l’essentiel, ou n’est rien. Le Mal – une forme aiguë du Mal – dont elle est l’expression, a pour nous, je le crois, la valeur souveraine. Mais cette conception ne commande pas l’absence de morale, elle exige une “hypermorale” » (Avant-propos de La littérature et le mal).

## Éditions
- La Littérature et le Mal, Paris, Gallimard, coll. « Blanche », 1957, 232 p.
- La Littérature et le Mal, Paris, Gallimard, coll. « NRF idées », Paris, 1967, 244 p.
- La Littérature et le Mal, Paris, Gallimard, coll. « Folio essais », no 148), 1990, 224 p.  (ISBN 978-2-07-032607-5)